# Paracerceis dollfusi
Paracerceis dollfusi là một loài chân đều trong họ Sphaeromatidae. Loài này được Lombardo miêu tả khoa học năm 1985.